# Miguel Cejas
Miguel Cejas (Buenos Aires, Argentina) es un salmista, compositor y pastor cristiano, exintegrante del grupo Cuarteto Imperial. Tras su conversión, se dedicó a la música y el evangelismo en América y Europa, y actualmente pastorea en McAllen, Texas, EE. UU.

## Biografía
Miguel Cejas nació en Buenos Aires, Argentina. A principios de la década de 1970 se unió al grupo de música tropical Cuarteto Imperial, originario de Colombia, donde fue solista y guitarrista. Con ellos alcanzó notable éxito en América Latina durante la década. Sin embargo, en 1979 abandonó el grupo tras su conversión al cristianismo.
El 27 de septiembre de 1979 conoció a Jesucristo y renunció al Cuarteto Imperial.
Entre 1983 y 1993 formó parte del equipo evangelístico liderado por Carlos Annacondia, desempeñándose como salmista y evangelista. En 1994 fundó el ministerio Nueva Canción, organizando campañas en América y Europa. En 1999 se unió a La Banda Imperial, vinculada al ministerio internacional del Dr. Luis Palau.
En 2008, junto a su esposa Marta, fundó la iglesia multicultural La Casa de Mi Padre en McAllen, Texas. Actualmente continúa predicando, dirigiendo servicios, discipulando líderes y organizando encuentros de sanidad y milagros.
Está casado con Marta Cejas, con quien comparte su labor pastoral en Texas, aunque no se hallaron registros de otros matrimonios. Entre sus hijos se menciona públicamente a una hija, Gladys, cuya salud fue motivo de oración en su ministerio.

## Discografía
Cuenta con un repertorio de 16 producciones musicales, y una edición especial junto a sus excompañeros del Cuarteto Imperial, la mayoría en el género musical que más hizo en su vida, la música tropical, pasando por la cumbia, el ballenato, salsa y otros estilos tropicales. Pero también tiene producciones musicales, dentro de los géneros de la música melódica, mariachi, texmex, y producciones musicales cantados en finlandés e italiano.
| Año  | Título del álbum                            |                                   |
| ---- | ------------------------------------------- | --------------------------------- |
| 1983 | Vol. 1 Ha llegado a mi vida el Amor         |                                   |
| 1985 | Vol. 2 !El Amor que Ahora Conozco¡_1985_    | MC Records by P.C.A Records @1984 |
| 1985 | Vol. 3 ¡¡Canta Hermano!!                    |                                   |
| 1986 | Vol. 4 ¡¡A su Nomre Gloria!!                |                                   |
| 1987 | Vol. 5 Cantad a Dios (con mariachi)         |                                   |
| 1988 | Vol. 7 La Familia de Dios                   |                                   |
| 1988 | Vol. 8 Selección Melódica                   |                                   |
| 1989 | Vol. 9 Pace per tutti (en italiano)         |                                   |
| 1989 | Vol. 10 Paz para todos (shalom Alehem)      |                                   |
| 1990 | Vol. 11 Me quiso así                        |                                   |
| 1990 | Vol. 12 Te vengo a decir                    |                                   |
| 1991 | ¡Alerta Pueblo Mío!                         |                                   |
| 1992 | Te Seguiré Adorando                         |                                   |
| 1995 | Serie Tropical (Selección Tropical??)       |                                   |
| 1995 | Tengo un amico                              |                                   |
| 1995 | La Danza del Amor                           |                                   |
| 1998 | Cuenta Conmigo                              |                                   |
| 2000 | Fuerzas para Seguir (Con La Banda Imperial) |                                   |
| 2001 | Alabando por siempre                        |                                   |
| 2003 | Ya no Vivo Yo (Con La Banda Imperial)       |                                   |

### Discografía en finlandés
| Año  | Título del álbum    |
| ---- | ------------------- |
| 1988 | Ei ole toista tietä |
| 1990 | Nyt hymyilen        |
| 1990 | Voittajan tiellä    |
| 1992 | Lyödään kättä       |
| 1992 | Ei Herraa suurempaa |
| 1995 | Laulumielellä       |

## Otro trabajo
Producción de su Testimonio junto a su esposa (1987).
1. 1 2 3  «Home | Miguel Cejas Iglesia». website. Consultado el 29 de junio de 2025.
2. 1 2  «Biografias: Miguel Cejas | Los 80´ y 90´ Gospel». Biografias. Consultado el 29 de junio de 2025.
3. ↑  Facebook, About the Author Luis H. Dominguez. «Miguel Cejas pide oración por la salud de su hija Gladys». La Gaceta Cristiana. Consultado el 29 de junio de 2025.